# 6 Hours of São Paulo
6 Hours of São Paulo – długodystansowy wyścig samochodowy organizowany na torze Interlagos w São Paulo, w Brazylii. Sponsorem tytularnym wyścigu jest Rolex.

## Historia
Wyścig 6 Hours of São Paulo znalazł się w kalendarzu inauguracyjnego sezonu FIA World Endurance Championship. Kolejne dwie edycje odbyły się w latach 2013 i 2014. Wyścig nie znalazł się w kalendarzu FIA WEC na sezon 2015 z powodu przebudowy budynku w alei serwisowej.
Kalendarz FIA WEC na sezon 2019/2020 zawierał 6-godzinną rundę na torze Interlagos, jednak nie odbyła się ona z powodu problemów związanych z promotorem. Organizatorzy serii porozumieli się z torem Circuit of the Americas i wyścig Lone Star Le Mans zastąpił odwołaną rundę w São Paulo.
9 czerwca 2023 roku seria FIA WEC ogłosiła swój kalendarz na sezon 2024, w którym znalazł się ten wyścig jako piąta runda sezonu. Tego samego dnia został podpisany kontrakt między władzami serii FIA WEC a burmistrzem São Paulo, Ricardo Nunesem, na organizację wyścigów do 2028 roku, z opcją przedłużenia go do 2033 roku. 1 lutego 2024 roku ogłoszono, że firma Rolex została sponsorem tytularnym wyścigu.

## Zwycięzcy wyścigu
| Rok                         | Zwycięzcy                                     | Zespół                   | Samochód                | Czas        | Okrążenia | Dystans     | Seria                            | Źródło |
| --------------------------- | --------------------------------------------- | ------------------------ | ----------------------- | ----------- | --------- | ----------- | -------------------------------- | ------ |
| 2012                        | Nicolas Lapierre Alexander Wurz               | Toyota Racing            | Toyota TS030 Hybrid     | 6:01:08,356 | 247       | 1064,323 km | FIA World Endurance Championship | [ 9 ]  |
| 2013                        | Marcel Fässler André Lotterer Benoît Tréluyer | Audi Sport Team Joest    | Audi R18 e-tron quattro | 6:01:26,209 | 235       | 1012,615 km | FIA World Endurance Championship | [ 10 ] |
| 2014                        | Romain Dumas Neel Jani Marc Lieb              | Porsche Team             | Porsche 919 Hybrid      | 6:01:44,608 | 249       | 1072,941 km | FIA World Endurance Championship | [ 11 ] |
| 2015 – 2023 Nie odbywał się |                                               |                          |                         |             |           |             |                                  |        |
| 2024                        | Sébastien Buemi Brendon Hartley Ryō Hirakawa  | Toyota Gazoo Racing      | Toyota GR010 Hybrid     | 6:01:02,554 | 236       | 1016,58 km  | FIA World Endurance Championship | [ 12 ] |
| 2025                        | Alex Lynn Norman Nato Will Stevens            | Cadillac Hertz Team JOTA | Cadillac V-Series.R     | 6:00:19,732 | 242       | 1042,38 km  | FIA World Endurance Championship | [ 13 ] |